# Salzburg-Marathon

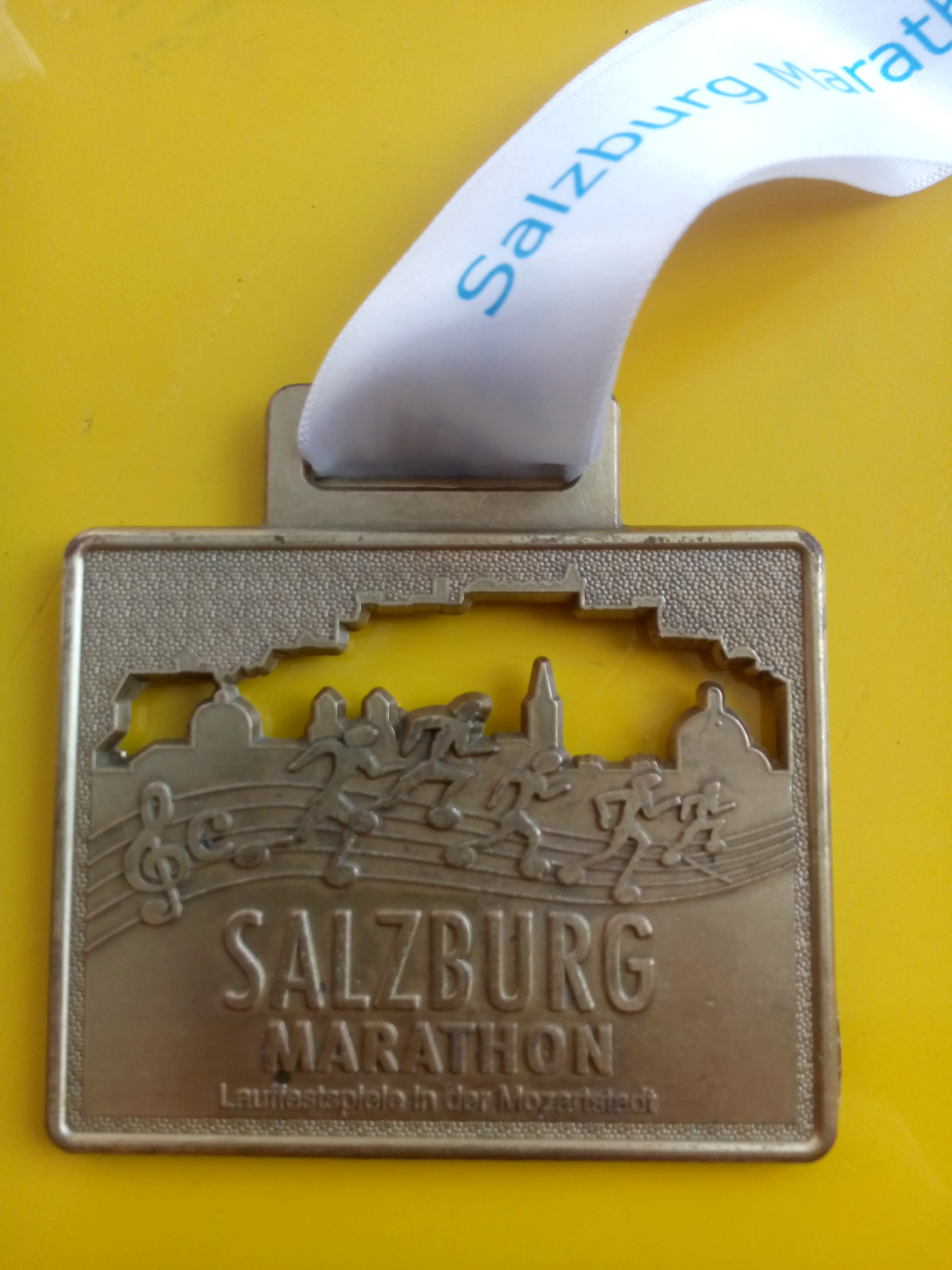
Finisher-Medaille des Salzburg-Marathons 2012

Der Salzburg-Marathon ist ein seit 2004 jährlich im Frühjahr stattfindender Marathon in Salzburg, der vom Club RunAustria veranstaltet wird. Zum Programm gehören auch ein Halbmarathon, der seit 2001 ausgetragen wird, ein 10-km-Lauf, ein Staffelmarathon, der Salzburger Junior-Marathon und weitere Bewerbe. 2020 und 2021 wurde die Veranstaltung aufgrund der COVID-19-Pandemie abgesagt.

## Organisation

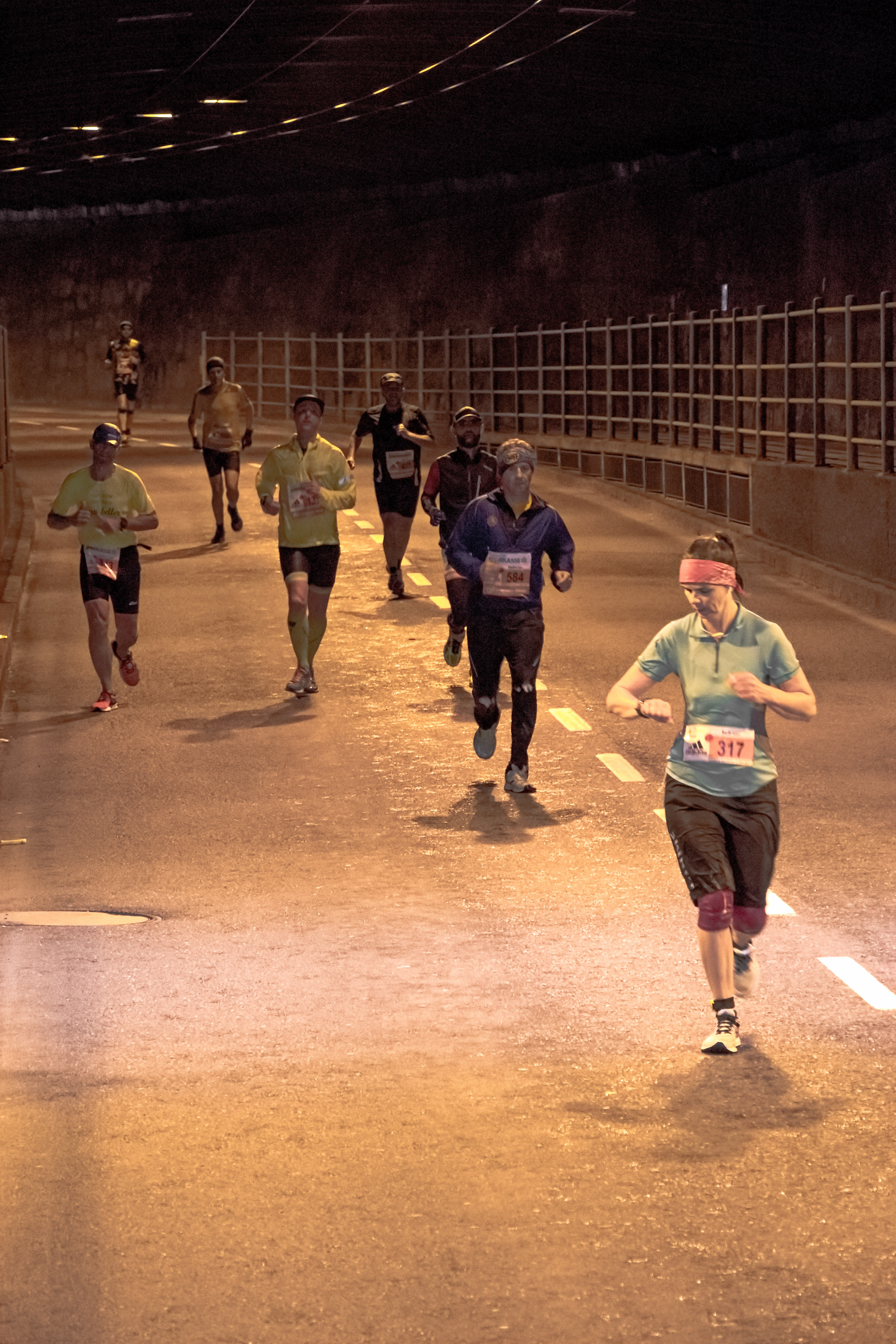
Läufer beim Salzburg-Marathon 2017 in der Unterführung Gaswerkgasse im Stadtteil Lehen

Die Strecke ist ein Rundkurs von 21,097 Kilometer, der teilweise durch das Historische Zentrum Salzburgs verläuft und von den Halbmarathonläufern einmal, von den Marathonis zweimal durchlaufen wird. Der Start erfolgte im Laufe der Jahre an unterschiedlichen Stellen im Altstadtbereich. Mit Start auf der Staatsbrücke (seit 2024) geht es über den Rudolfskai ins Nonntal und weiter entlang der Hellbrunner Allee in den Süden der Stadt, vorbei am Schloss Hellbrunn, weiter über Morzg und Schloss Leopoldskron, Riedenburg und Mülln bis zur Lehener Brücke, von dort vorbei am Schloss Mirabell und über die Staatsbrücke zurück in die Altstadt, wo die Läufer vor dem Großen Festspielhaus ins Ziel laufen.
Die Strecke ist flach, weitgehend asphaltiert und weist einen maximalen Höhenunterschied von zehn Metern auf. Der nicht asphaltierte Abschnitt in der Hellbrunner Allee besteht aus einem glatten, befestigten Weg, der vor dem Marathon gewalzt wird.
Der Salzburg-Marathon ist seit 2010 Österreichs erste bio-zertifizierte Sportveranstaltung und erhielt diese Auszeichnung seither zehnmal in Folge. 2017 wurden im Salzburger „Bio-Dorf“ fünf Speisen aus saisonal verfügbaren sowie dem regionalen und biologischen Anbau entstammenden Zutaten zubereitet, die jeweils eine Spezialität aus jedem der fünf Salzburger Landbezirke repräsentierten.
Siebenmal wurden bislang im Rahmen des Salzburg-Marathons die Österreichischen Marathon-Meisterschaften ausgetragen.
Die Titel holten sich 2007 Markus Hohenwarter als Gesamtdritter bei den Männern in 2:24:41 Stunden und Eva-Maria Gradwohl als Gesamtsiegerin bei den Frauen, 2009 waren mit Christian Pflügl und Ursula Bredlinger die Meister identisch mit den Gesamtsiegern.
2012 gewannen Karl Aumayr als Gesamtfünfter bei den Männern in 2:23:25 h und Karin Freitag als Gesamtdritte bei den Frauen in 2:47:14 Stunden die Titel.
2014 waren Gesamtsieger Edwin Kemboi bei den Männern in 2:22:00 und erneut Karin Freitag als Gesamtzweite bei den Frauen in 2:49:45 Stunden die schnellsten Österreicher.
2016 holten sich der Gesamtdritte Robert Gruber und die Gesamtzweite Anita Baierl bei ihrem Marathondebüt die Staatsmeistertitel. 2018 sicherte sich Karin Freitag ihren fünften Staatsmeistertitel, was einen neuen ÖLV-Rekord bedeutete. Bei den Männern wurde Isaac Kosgei als Gesamt-Zweiter Staatsmeister.
Zuletzt fanden 2022 die Österreichischen Staatsmeisterschaften im Marathonlauf im Rahmen des Salzburg Marathon statt. Mario Bauernfeind gewann sowohl die Gesamtwertung des Salzburg Marathon als auch die Staatsmeisterschaftswertung. Bei den Frauen holte sich überraschend Luzia Ludwig den Staatsmeistertitel (vor Karin Freitag).
2024 feierte Peter Herzog als erster Salzburger einen Heimsieg im Marathon.
2025 waren die beiden österreichischen Profi-Triathleten, die Kärntnerin Eva Wutti und Lukas Hollaus (aus Niedernsill) die Schnellsten im Marathon. Sowohl im Marathon als auch im Halbmarathon wurden zudem neue Teilnehmerrekorde aufgestellt.

## Statistik

### Streckenrekorde
Marathon
- Männer: 2:14:16 h, Eliud Kiplagat (KEN), 2013
- Frauen: 2:35:05 h, Risper Jemeli Kimaiyo (KEN), 2011

Halbmarathon
- Männer: 1:01:17 h, Wilberforce Talel (KEN), 2002
- Frauen: 1:13:01 h, Ruth van der Meijden (NED), 2016

### Siegerlisten

#### Marathon
| Jahr          | Männer                      | Zeit                | Frauen                  | Zeit                |
| ------------- | --------------------------- | ------------------- | ----------------------- | ------------------- |
| 18. Mai 2025  | Lukas Hollaus               | 2:17:20             | Eva Wutti               | 2:37:44             |
| 12. Mai 2024  | Peter Herzog                | 2:21:46             | Eva Kovacs              | 3:06:06             |
| 21. Mai 2023  | Simon-Kamau Njeri           | 2:22:54             | Dorine-Jerop Murkomen   | 2:38:26             |
| 15. Mai 2022  | Mario Bauernfeind           | 2:22:27             | Barbara Molnar          | 3:02:10             |
| 16. Mai 2021  | abgesagt (COVID-19)         | abgesagt (COVID-19) | abgesagt (COVID-19)     | abgesagt (COVID-19) |
| 17. Mai 2020  | abgesagt (COVID-19)         | abgesagt (COVID-19) | abgesagt (COVID-19)     | abgesagt (COVID-19) |
| 19. Mai 2019  | Victor Kipchirchir          | 2:17:03             | Gadise-Gudisa Negese    | 2:46:37             |
| 6. Mai 2018   | Wesley Kiprono Kemboi       | 2:19:26             | Teresiah Kwamboka Omosa | 2:43:24             |
| 7. Mai 2017   | Hosea-Kiprotich Rutto       | 2:17:49             | Tünde Szabó             | 2:54:06             |
| 1. Mai 2016   | Temesgen Bekele             | 2:23:15             | Fatuma Tayr             | 2:39:15             |
| 3. Mai 2015   | Karl Aumayr                 | 2:26:00             | Gemechu Debele          | 2:45:09             |
| 4. Mai 2014   | Edwin Kipchirchir Kemboi    | 2:22:00             | Joan Rotich -3-         | 2:48:30             |
| 5. Mai 2013   | Eliud Kiplagat              | 2:14:16             | Joan Rotich -2-         | 2:36:10             |
| 6. Mai 2012   | Martin Kiprugut-Kosgei      | 2:16:36             | Joan Rotich             | 2:36:08             |
| 15. Mai 2011  | Victor Bushendich Chelogoi  | 2:14:49             | Risper Jemeli Kimaiyo   | 2:35:05             |
| 16. Mai 2010  | Thomas Ngelel               | 2:20:30             | Viola Bor Chepketing    | 2:39:35             |
| 3. Mai 2009   | Christian Pflügl            | 2:23:32             | Ursula Bredlinger       | 2:49:20             |
| 4. Mai 2008   | John Kiprono                | 2:18:52             | Sabine Hofer -2-        | 2:54:01             |
| 13. Mai 2007  | Mike Rotich                 | 2:18:41             | Eva-Maria Gradwohl      | 2:46:31             |
| 30. Apr. 2006 | Josephat Kiprono Rotich -2- | 2:27:42             | Sabine Hofer            | 2:56:31             |
| 24. Apr. 2005 | Josephat Kiprono Rotich     | 2:21:46             | Lucia Kimani            | 2:48:20             |
| 25. Apr. 2004 | Peter Ndirangu              | 2:19:25             | Eva Trost               | 2:47:02             |

#### Halbmarathon
| Jahr          | Männer                   | Zeit                | Frauen                     | Zeit                |
| ------------- | ------------------------ | ------------------- | -------------------------- | ------------------- |
| 2025          | Dominik Hirczy           | 1:08:14             | Amelie Muss                | 1:19:41             |
| 2024          | Daniel Estrada           | 1:10:55             | Elena Eichenberger         | 1:20:04             |
| 2023          | Mahdi Sareban            | 1:12:08             | Anna Pabinger              | 1:20:16             |
| 2022          | Hans Peter Innerhofer    | 1:06:47             | Cerna Verena               | 1:22:32             |
| 2021          | abgesagt (COVID-19)      | abgesagt (COVID-19) | abgesagt (COVID-19)        | abgesagt (COVID-19) |
| 2020          | abgesagt (COVID-19)      | abgesagt (COVID-19) | abgesagt (COVID-19)        | abgesagt (COVID-19) |
| 2019          | Marco Kern               | 1:07:57             | Edeltraud Thaler           | 1:25:41             |
| 2018          | Radim Picek              | 1:12:19             | Renate Wyss                | 1:26:33             |
| 2017          | Filimon Abraham          | 1:06:34             | Conny Köpper               | 1:22:54             |
| 2016          | Mohamed Abdirizak Hassan | 1:09:15             | Ruth van der Meijden       | 1:13:01             |
| 2015          | David Pelisek            | 1:10:53             | Marthe-Katrine Myhre       | 1:19:17             |
| 2014          | Wolfgang Stabauer        | 1:13:23             | Maria Hochegger            | 1:20:59             |
| 2013          | Benedikt Fritz           | 1:12:59             | Christine Fiedler          | 1:20:46             |
| 2012          | Jürgen Kropf             | 1:13:34             | Pia-Maria Thoma            | 1:25:09             |
| 2011          | Gidena Mirach -3-        | 1:03:53             | Sylvia Jepchirchir Kibiego | 1:14:36             |
| 2010          | Gidena Mirach -2-        | 1:04:39             | Diana Sigei Chepkemoi      | 1:14:51             |
| 2009          | Gidena Mirach            | 1:04:46             | Lucy Karimi                | 1:16:06             |
| 2008          | Timothy Kinoti Raibuni   | 1:05:56             | Dorcas Jerop Kiptarus      | 1:15:44             |
| 2007          | Paul Bwocha Manwa        | 1:04:22             | Lauren Martin              | 1:24:19             |
| 2006          | Caleb Ngetich -2-        | 1:04:51             | Jematia Chemaringo         | 1:21:10             |
| 2005          | Caleb Ngetich            | 1:04:57             | Lucy Muhami                | 1:17:54             |
| 2004          | Joseph Nganga            | 1:03:50             | Jane Rotich -2-            | 1:16:18             |
| 27. Apr. 2003 | John Katio               | 1:03:17             | Jane Rotich                | 1:13:58             |
| 28. Apr. 2002 | Wilberforce Talel        | 1:01:17             | Callen Moraa Areba         | 1:21:52             |
| 29. Apr. 2001 | William Kipsang          | 1:04:04             | Charity Wambui             | 1:24:27             |

### Entwicklung der Finisherzahlen
| Jahr | Marathon | davon Frauen | Halbmarathon | davon Frauen |
| ---- | -------- | ------------ | ------------ | ------------ |
| 2025 | 1255     | 319          | 3722         | 1674         |
| 2024 | 773      | 220          | 2435         | 959          |
| 2023 | 646      | 161          | 2127         | 780          |
| 2022 | 704      | 149          | 1650         | 587          |
| 2019 | 711      | 151          | 2298         | 819          |
| 2018 | 838      | 173          | 1917         | 673          |
| 2017 | 780      | 155          | 2029         | 723          |
| 2016 | 1038     | 185          | 2344         | 751          |
| 2015 | 924      | 186          | 2256         | 709          |
| 2014 | 955      | 164          | 2491         | 829          |
| 2013 | 745      | 141          | 2212         | 654          |
| 2012 | 647      | 104          | 1999         | 568          |
| 2011 | 535      | 085          | 1873         | 537          |
| 2010 | 515      | 076          | 1609         | 474          |
| 2009 | 596      | 114          | 1428         | 372          |
| 2008 | 405      | 063          | 1321         | 343          |
| 2007 | 568      | 101          | 1203         | 299          |
| 2006 | 408      | 056          | 0808         | 180          |
| 2005 | 185      | 028          | 0626         | 120          |
| 2004 | 569      | 073          | 0633         | 129          |
| 2003 | —        |              | 0646         | 112          |
| 2002 | —        |              | 0691         | 126          |
| 2001 | —        |              | 0649         | 121          |